# Vintrosa
Vintrosa – miejscowość (tätort) w środkowej Szwecji, w regionie administracyjnym (län) Örebro (gmina Örebro).
Miejscowość jest położona w prowincji historycznej (landskap) Närke, ok. 15 km na zachód od Örebro niedaleko trasy E18.
W 2010 roku Vintrosa liczyła 1343 mieszkańców.